# Кечкеш, Акош
Акош Кечкеш (венг. Kecskés Ákos; род. 4 января 1996, Ходмезёвашархей, Чонград) — венгерский футболист, защитник румынского клуба «Сепси» и национальной сборной Венгрии. Участник чемпионата Европы 2020 года.

## Клубная карьера
Занимался футболом в венгерских клубах «Мако» и «Тиса Волан». В 2010 году присоединился к итальянской «Аталанте». За основной состав команды Кечкешу сыграть не удалось, и летом 2015 года он был отдан в аренду венгерскому «Уйпешту». На профессиональном уровне Акош дебютировал 12 декабря 2015 года в рамках чемпионата Венгрии в поединке против «Ференцвароша» (1:0). За «Уйпешт» Кечкеш играл на протяжении двух лет, дойдя вместе с командой до финала Кубка Венгрии 2015/16 где «фиолетовые» уступили «Ференцварошу» (0:1).
Сезон 2017/18 провёл в польском чемпионате на правах аренды. Его первую половину он отыграл в «Брук-Бет Термалице», а вторую — в «Короне».
Летом 2018 года венгр присоединился к швейцарскому «Лугано» на правах свободного агента. В составе команды дебютировал в еврокубках, сыграв в двух матчах квалификации Лиги Европы против датского «Копенгагена» (0:2).

## Карьера в сборной
Выступал за юношеские сборные Венгрии до 16 (2011 год), до 17 (2012—2013) и до 19 лет (2014). Участник чемпионата мира среди молодёжных команд 2015 года в Новой Зеландии, где венгерская команда дошла до 1/8 финала. С 2015 по 2018 год являлся игроком молодёжной сборной Венгрии до 21 года.
В составе национальной сборной Венгрии дебютировал 15 ноября 2020 года в матче Лиги наций против Сербии (1:1). Накануне старта чемпионата Европы 2020 года главный тренер венгерской сборной Марко Росси включил Кечкеша в итоговую заявку для участия в турнире.

## Достижения
«Уйпешт»
- Финалист Кубка Венгрии: 2015/16